# Taizō-in

La pêche au poisson-chat avec un gourdin (« Hyonen zu ») par Josetsu

Le Taizō-in (退蔵院) est le plus ancien sous-temple (tatchū (塔頭) du temple bouddhiste Zen Rinzai Myōshin-ji, situé au nord-ouest de Kyoto au Japon. Il est fondé par le prêtre Zen Muinsoin en 1404. Les bâtiments originaux du temple sont incendiés durant la guerre d'Ōnin (1467-1477) puis reconstruits ultérieurement.  
Le Taizō-in est bien connu pour ses deux jardins. « Motonobu-no-niwa », le principal d'entre eux, est un jardin sec japonais traditionnel (karesansui), contenant plusieurs pierres angulaires qui rappellent les falaises de l'île de  Hōrai, et de plus petites pierres suggérant un ruissellement d'eau. La végétation se compose essentiellement de plantes à feuillage persistant, dont des camellia, des pins et des pins parasols du Japon. Avec une superficie de 50 tsubo (170 m²), le jardin est conçu pour s'intégrer au « paysage emprunté » d'une vue de la colline de Narabigaoka au loin. On pense qu'il s'agit de la dernière œuvre du peintre Kanō Motonobu (狩野 元信) de l'époque de Muromachi par laquelle il reproduit en trois dimensions une de ses peintures.
Un nouveau jardin avec bassin, « yoko-en », est dessiné par Kinsaku Nakane en 1963-1966.  Ce nouveau jardin est assez grand pour que les visiteurs s'y promènent et contient des azaleas et un ruisseau qui cascade le long de l'axe principal, directement vers le principal point d'observation. Le ruisseau coule autour des roches, s'élargit graduellement puis débouche dans un bassin en face du spectateur.
Le Taizō-in détient une des peintures à l'encre les plus anciennes du Japon, La pêche au poisson-chat avec un gourdin (紙本墨画淡彩瓢鮎図, shihon bokuga tansai hyōnenzu), c.1413, de Josetsu (如拙), qui est désigné Trésor national du Japon. Cette œuvre est considérée comme un tournant dans la  peinture Muromachi et constitue un koan Zen.

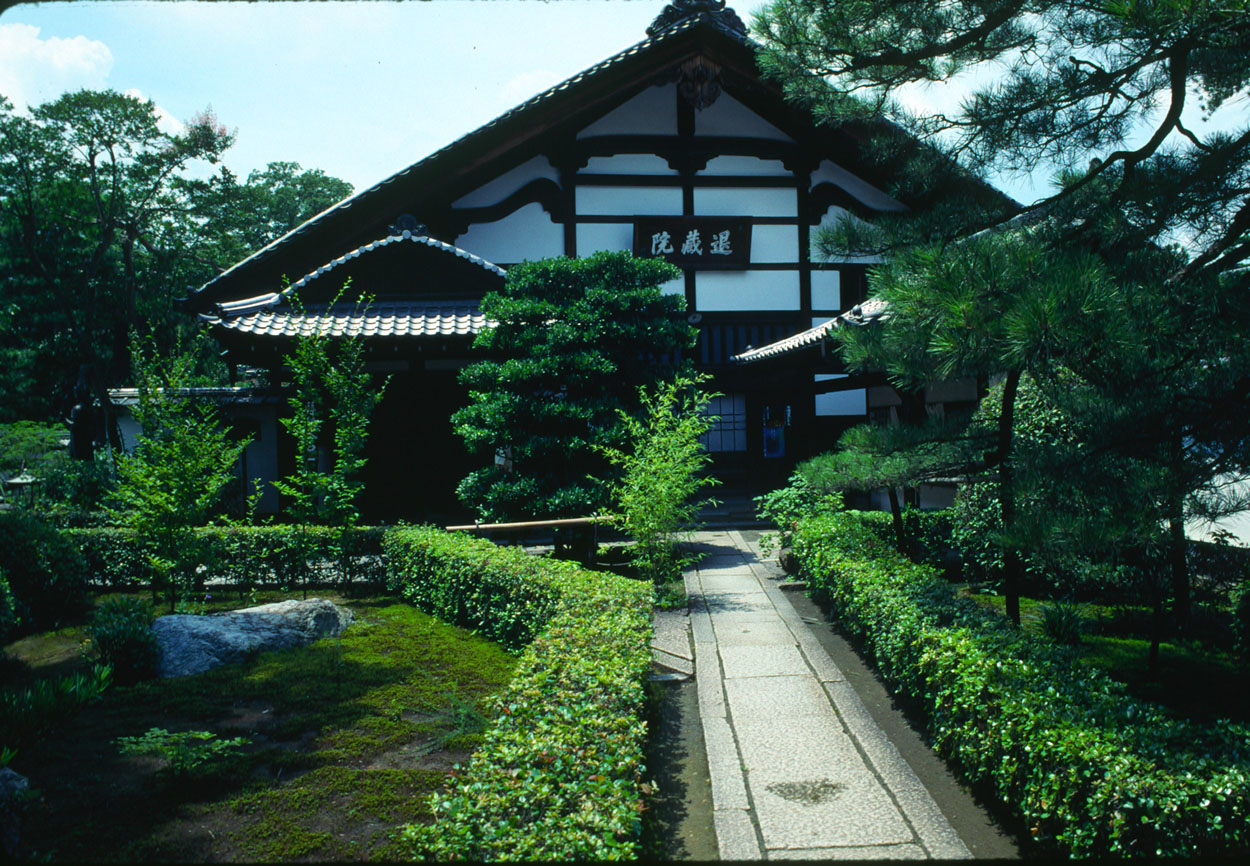
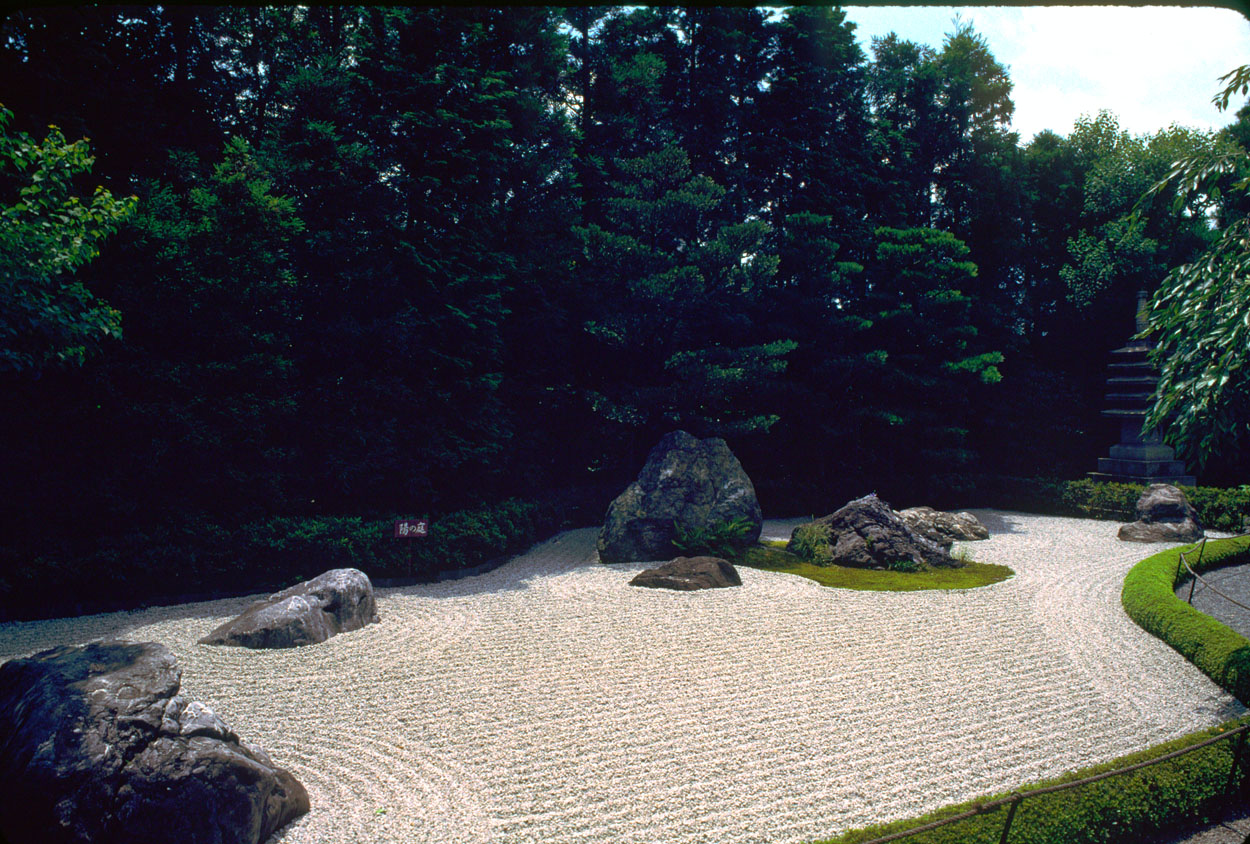
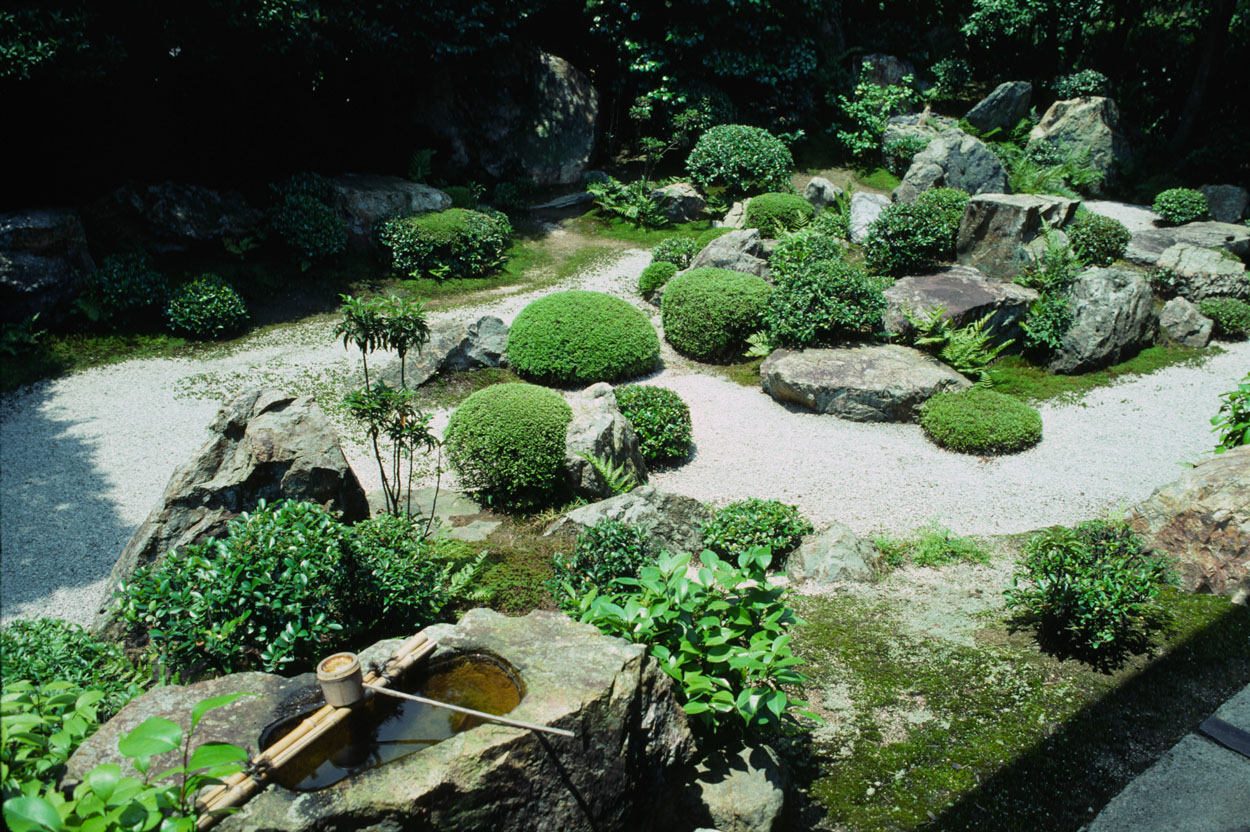

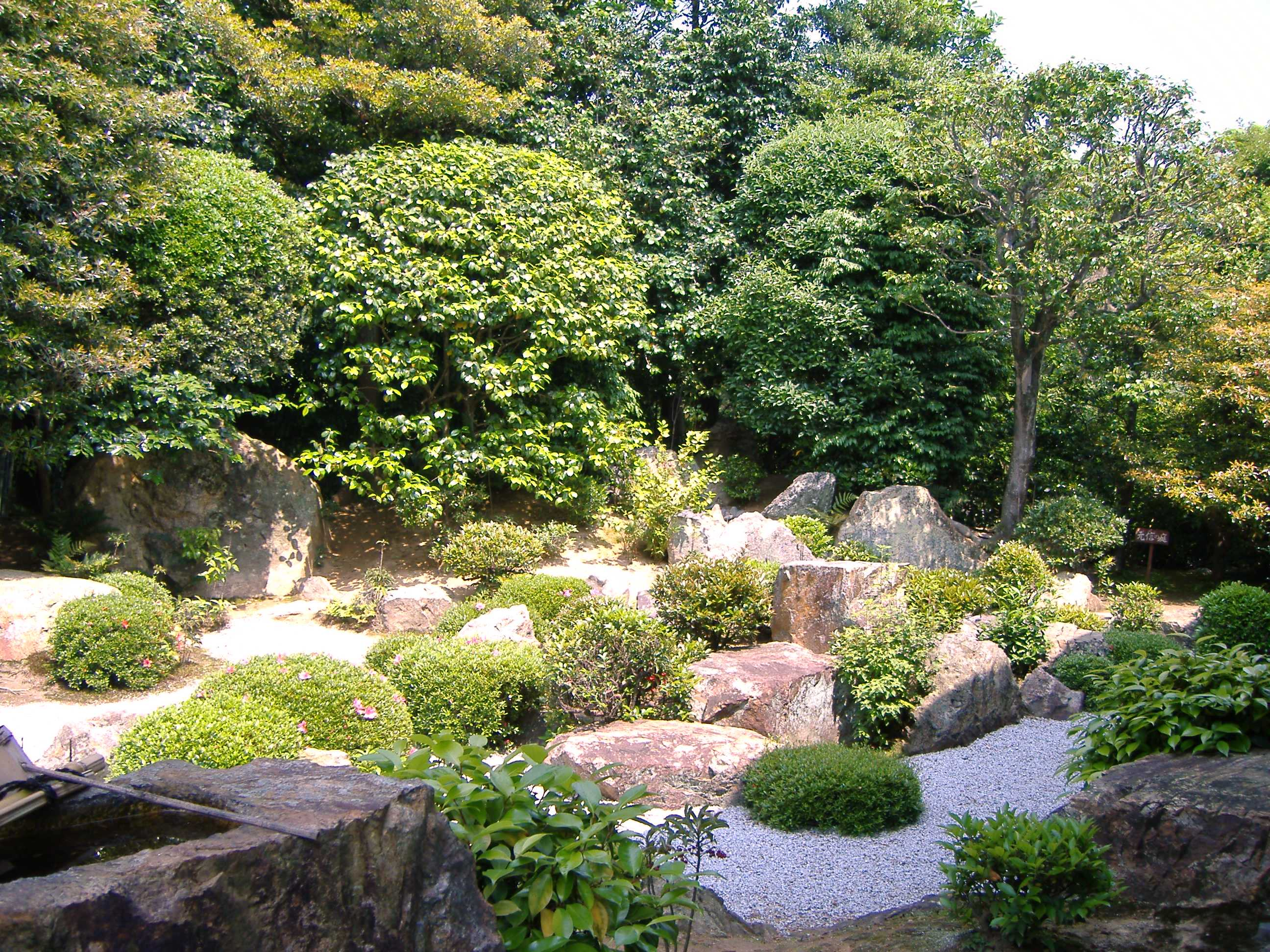
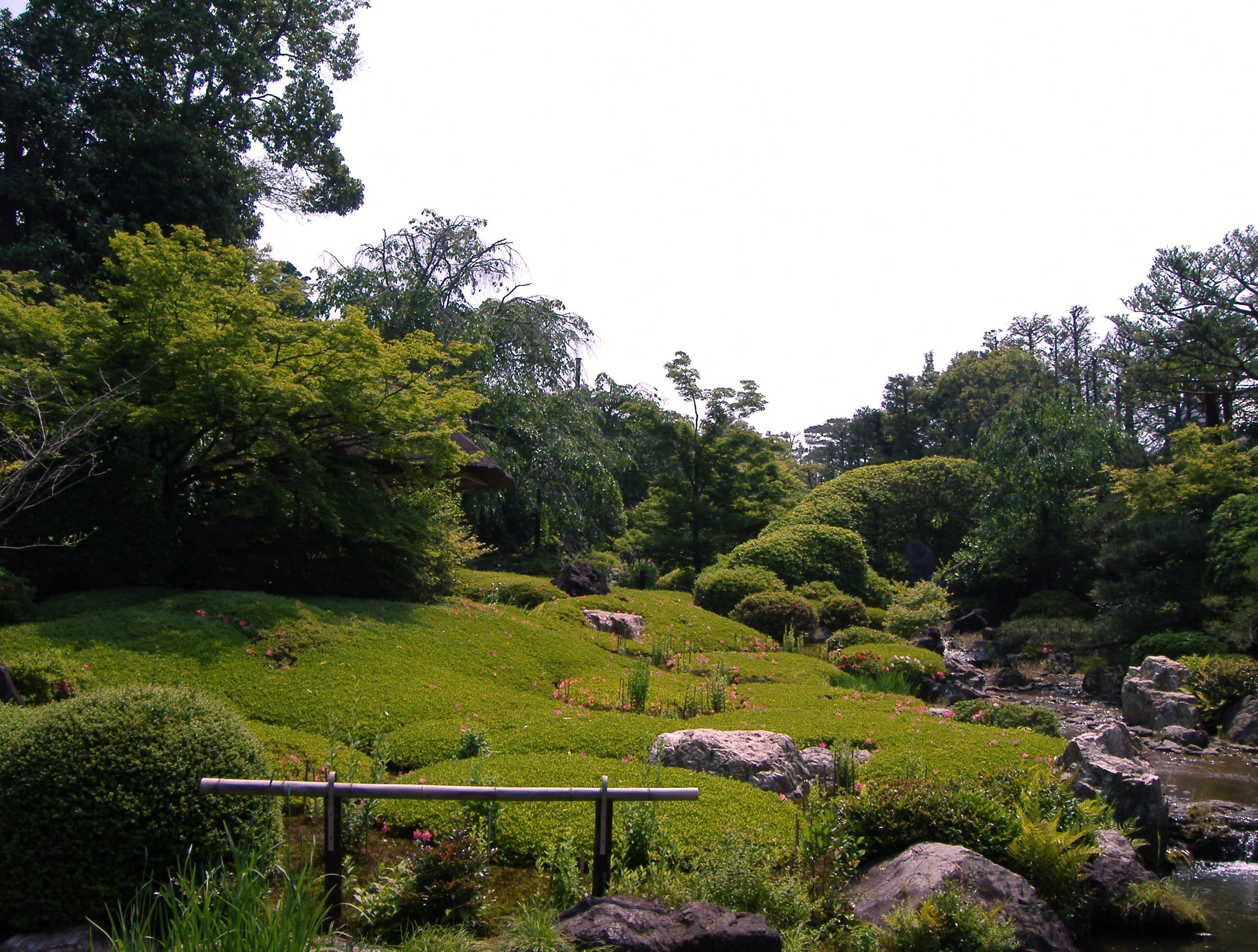
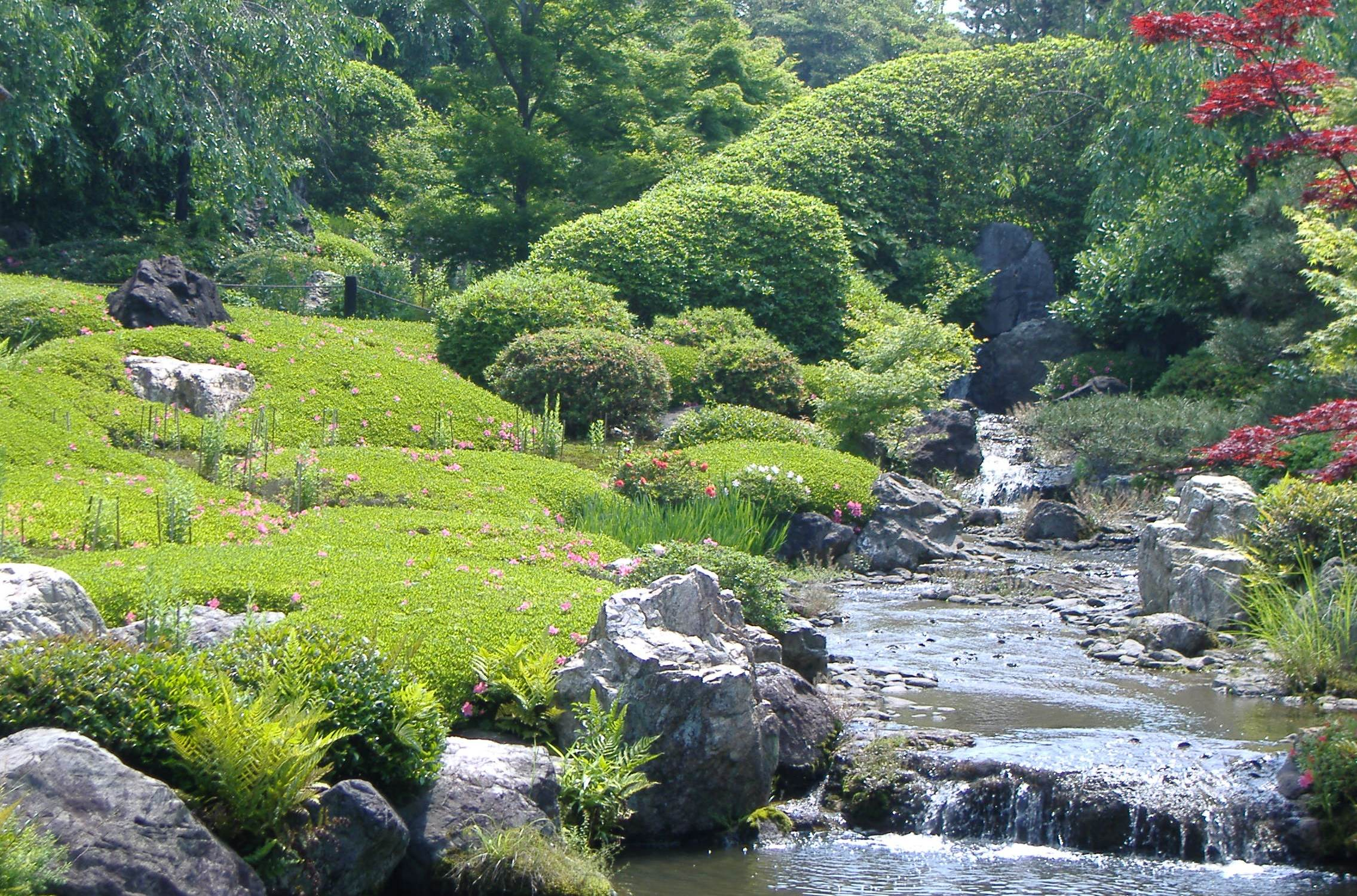

## Sources
- Secret teachings in the art of Japanese gardens, David A. Slawson, p.100
- A guide to the gardens of Kyoto, Marc Treib and Ron Herman, p.86